# Kawki (Zabłocie)
Kawki – część wsi Zabłocie w Polsce, położony w województwie małopolskim, w powiecie wielickim, w gminie Biskupice.
W latach 1975–1998 przysiółek administracyjnie należał do województwa krakowskiego.